# كتائب أبو علي مصطفى
كتائب الشهيد أبو علي مصطفى الجناح العسكري للجبهة الشعبية لتحرير فلسطين، تأسَّست عام 2000م. كان اسمها قوات المقاومة الشعبية وتمَّ تغيير اسمها لكتائب الشهيد أبو علي مصطفى في عام 2001م. أيديولوجيتها اليسار الماركسي، ونشاطها الأساسي في الضفة الغربية وقطاع غزة.

## نشاطها
مع انطلاق انتفاضة الأقصى عام 2000م بدأ نشاط قوات المقاومة الشعبية بمهاجمة دوريات الاحتلال وبتفجير عبوات ومهاجمة المستوطنات والحواجز العسكرية الإسرائيلية. في عام 2001م أُغتيل أمين عام الجبهة الشعبية لتحرير فلسطين أبو علي مصطفى وقامت بالرد والانتقام بعد 40 يوماً حيث اغتالت وزير السياحة الإسرائيلي رحبعام زئيفي وقامت بتفجير موقع ناحل عوز العسكري الإسرائيلي كرد على اغتيال أبو علي مصطفى. في انتفاضة الأقصى نشطت في مواجهة الاحتلال الإسرائيلي وخاضت ضده عدة معارك أشهرها معركة مخيم العين. وفي العدوان على غزة (2008-2009م) كان لها دور كبير في التصدي للاحتلال.
دخلت كتائب أبو علي مصطفى أحياناً في مصادمات مع قوات أمن السلطة الفلسطينية بسبب عدم التزام الكتائب بالتهدئة مع الاحتلال الإسرائيلي التي كانت تفرضها السلطة على بقية فصائل المقاومة. وفي عام 2006م، وقعت اشتباكات بين كتائب أبو علي مصطفى وقوات السلطة الفلسطينية في عدة مدن فلسطينية في الضفة الغربية بعد اعتقال أحمد سعدات من سجن أريحا.
وقد شاركت الكتائب في العصف المأكول وأطلقت صواريخ باتجاه أسدود وقامت بتفجير دبابة.

## القدرات
وفقًا لكتاب حقائق العالم الصادر عن وكالة المخابرات المركزية الأمريكية، فإن القوة الفعلية لكتائب أبو علي مصطفى غير معروفة، ولكنها تُقدر بالآلاف. تشمل أسلحتها المعروفة الأسلحة الصغيرة، والرشاشات الخفيفة، والمدفعية الصاروخية، ومدافع الهاون، وصواريخ أرض-جو المحمولة، والأسلحة المرتجلة، والمتفجرات، بما في ذلك العبوات الناسفة، والسترات الناسفة.
كما تُنتج الكتائب أسلحتها الخاصة إلى جانب تهريبها واستيرادها. وتشمل هذه العبوات الناسفة، ومدافع الهاون، وقذائف آر بي جي، والصواريخ، وغيرها. صاروخ «صمود-1» هو صاروخ قصير المدى نسبيًا (8-12 كم) تُنتجه كتائب أبو علي مصطفى محليًا في قطاع غزة. تشمل قذائف الـ آر بي جي المُستخدمة قذائف الياسين محلية الصنع، ومن غير الواضح ما إذا كانت كتائب الشهيد عز الدين القسام قد أعطتها لكتائب أبو علي وحدها، أو ما إذا كانت كتائب أبو علي قادرة أيضًا على إنتاج قذائف ياسين.

تُنتج الجبهة الشعبية لتحرير فلسطين أيضًا مدفع هاون «سارية-1» عيار 240 مم محليًا، إلى جانب ذخيرة الهاون. تُفضّل كتائب أبو علي مصطفى، في عقيدة وتكتيكاتها العسكرية، استخدام قذائف الهاون بشكل كبير، حتى أكثر من غيرها من الجماعات المسلحة. تنشر الكتائب بانتظام مقاطع فيديو لها وهي تقصف مواقع إسرائيلية بقذائف الهاون. في مقابلة مع صحيفة لوس أنجلوس تايمز، أدلى المتحدث باسم الكتائب، أبو جمال، بالتصريح التالي:
ميزة الهاون هي أن العدو لا يستطيع حماية نفسه منه. صحيح أنه ليس سلاحًا دقيقًا للغاية، لكن هذا ليس مهمًا بالنسبة لنا. حتى لو لم يُصِب الهاون الهدف، فإننا نسعى إلى إثارة البلبلة والذعر.